# Maigonis Valdmanis
Maigonis Valdmanis (ur. 8 września 1933 w Rydze, zm. 30 października 1999 w Roji) – radziecki koszykarz, występujący na pozycji obrońcy, trzykrotny mistrz Europy oraz wicemistrz olimpijski. 
Trzykrotnie, wraz z zespołem, zdobył srebro na igrzyskach olimpijskich w 1952 w Helsinkach, 1956 w Melbourne i 1960 w Rzymie.
Także trzykrotnie zdobywał złoto w mistrzostwach Europy (1959, 1957, 1961).